# 20045 Semeniuk
20045 Semeniuk è un asteroide della fascia principale. Scoperto nel 1993, presenta un'orbita caratterizzata da un semiasse maggiore pari a 2,580130 UA e da un'eccentricità di 0,172938, inclinata di 3,669291° rispetto all'eclittica. Ha un diametro di 4,086 km.